# Felix Svensson
Felix Svensson (* 9. August 1997 in Göteborg) ist ein Schweizer Sprinter schwedischer Herkunft, der sich auf den Sprint spezialisiert hat und seit August 2022 für die Schweiz startberechtigt ist. Sein Vater Jonas Svensson war als Tennisprofi aktiv, und seine Mutter Frida Johansson war selbst als Leichtathletin aktiv.

## Sportliche Laufbahn
Erste internationale Erfahrungen sammelte Felix Svensson im Jahr 2015, als er bei den Junioreneuropameisterschaften in Eskilstuna für Schweden im Vorlauf über 200 Meter nicht ins Ziel kam. 2017 belegte er bei den U23-Europameisterschaften in Bydgoszcz in 20,05 s den fünften Platz im 200-Meter-Lauf und kam mit der schwedischen 4-mal-100-Meter-Staffel im Vorlauf nicht ins Ziel. Im Jahr darauf schied er bei den Europameisterschaften in Berlin mit 20,95 s in der Vorrunde über 200 Meter aus und kam mit der Staffel im Vorlauf nicht ins Ziel. Aufgrund seines Nationalitätswechsels durfte er bis 2022 an keinen internationalen Wettkämpfen teilnehmen, ehe er seit 2022 für die Schweiz startberechtigt ist. Im August 2022 schied er bei den Europameisterschaften in München mit 20,90 s in der ersten Runde über 200 Meter aus und belegte mit der Schweizer 4-mal-100-Meter-Staffel in 38,36 s den fünften Platz. Im Jahr darauf wurde er bei der 1. Liga der Team-Europameisterschaft im Rahmen der Europaspiele in Chorzów in 51,58 s Siebter im B-Lauf und anschliessend schied er bei den Weltmeisterschaften in Budapest mit 38,65 s im Vorlauf aus. Bei den World Athletics Relays 2024 in Nassau verpasste er mit der 4-mal-100-Meter-Staffel die Direktqualifikation für die Olympischen Spiele in Paris. Anschließend schied er bei den Europameisterschaften in Rom mit 20,66 s im Halbfinal aus und verpasste mit der Staffel mit 38,70 s den Finaleinzug. Im August schied er bei den Olympischen Sommerspielen in Paris mit 20,65 s in der Hoffnungsrunde über 200 Meter aus.
2018 wurde Svensson schwedischer Meister im 200-Meter-Lauf, und 2022 wurde er Schweizer Hallenmeister über diese Distanz.

## Persönliche Bestleistungen
- 100 Meter: 10,51 s (+0,5 m/s), 24. Mai 2021 in Basel
  - 60 Meter (Halle): 6,85 s, 12. Februar 2022 in Magglingen
- 200 Meter: 20,30 s (+0,4 m/s), 29. Juni 2024 in Winterthur
  - 200 Meter (Halle): 20,92 s, 21. Januar 2024 in Luxemburg (Schweizer Rekord)